# Ferrari 642
A Ferrari 642 egy Formula–1-es konstrukció, melyet a Scuderia Ferrari tervezett az 1991-es szezonra. Pilótái az akkor háromszoros világbajnok Alain Prost és Jean Alesi voltak. Az előd Ferrari 641-es modell áttervezése volt, mely az előző évben a világbajnoki címért harcolt.
Bevetéséhez nagy reményeket fűztek, az előző évi sikerességet látva. Prost újabb két évre írt alá a csapathoz, csapattársa pedig a Nigel Mansell helyére érkező Jean Alesi lett. Az autó áttervezése voltaképpen egy kényszerű folyamat volt, miután a szakembergárdát lecserélték. Nagyobbak lettek az oldaldobozok, finomítottak a légterelőkön, az orr pedig a Tyrrell által az előző évben használthoz hasonló, az aszfalthoz közeli kialakítású lett.
Az első versenyen Prost második lett, de ez volt a kasztnival elért legjobb eredmény. Az autó vezethetetlen volt, a san marinói nagydíjon Prost már a felvezető körben kipördült vele, így már annak kezdete előtt kiesett. Monacóban Alesi még harmadik lett, de Kanadában és Mexikóban mindkét versenyző kiesett.
A sorozatos sikertelenségeket látva a Ferrari egy új típus, a 643-as bevetése mellett döntött, a szezon hátralévő részében azzal versenyeztek. Összesen 16 és fél pontot szereztek a 6 verseny alatt.

## Eredmények
| Év   | Csapat               | Motor                | Gumik | Pilóták     | 1   | 2   | 3   | 4   | 5   | 6   | 7   | 8   | 9   | 10  | 11  | 12  | 13  | 14  | 15  | 16  | Pontok | Helyezés |
| ---- | -------------------- | -------------------- | ----- | ----------- | --- | --- | --- | --- | --- | --- | --- | --- | --- | --- | --- | --- | --- | --- | --- | --- | ------ | -------- |
| 1991 | Scuderia Ferrari SpA | Ferrari Tipo 291 V12 | G     |             | USA | BRA | SMR | MON | CAN | MEX | FRA | GBR | GER | HUN | BEL | ITA | POR | ESP | JPN | AUS | 55.5*  | 3.       |
| 1991 | Scuderia Ferrari SpA | Ferrari Tipo 291 V12 | G     | Alain Prost | 2   | 4   | NI  | 5   | KI  | KI  |     |     |     |     |     |     |     |     |     |     | 55.5*  | 3.       |
| 1991 | Scuderia Ferrari SpA | Ferrari Tipo 291 V12 | G     | Jean Alesi  | 12  | 6   | KI  | 3   | KI  | KI  |     |     |     |     |     |     |     |     |     |     | 55.5*  | 3.       |

* 39.5 pontot a Ferrari 643 gyűjtött.